# Synaphea brachyceras
Synaphea brachyceras ist eine Pflanzenart aus der Gattung Synaphea innerhalb der Familie der Silberbaumgewächse (Proteaceae).

## Beschreibung

### Erscheinungsbild und Blatt
Synaphea brachyceras ist ein relativ kleiner, rundwachsender, niederliegender, immergrüner Strauch, der Wuchshöhen von 0,3 Metern und Durchmesser von 0,4 Metern erreicht. Die Rinde junger Zweige ist behaart.
Die wechselständig angeordneten, 11 bis 23,5 Zentimeter langen Laubblätter sind in Blattstiel sowie Blattspreite gegliedert. Der Blattstiel ist behaart. Die ganzrandigen, flachen Blattspreiten sind einfach, zweifach oder dreifach geteilt und wenig gelappt oder bis zur Mittelrippe eingeschnitten, die Behaarung anliegend. Der Abstand von der Spreitenbasis bis zum untersten, 6 bis 6,5 Zentimeter langen Blattlappen beträgt 6 bis 23 Zentimeter, der Endlappen ist 6 bis 15 Millimeter lang und 2 bis 6 Millimeter breit. Die Blattspreite ist angedrückt behaart.

### Blütenstand und Blüte
Die Blütezeit reicht in Australien von August bis September oder Oktober. Der Blütenstandsschaft ist 17 bis 32 Zentimeter lang. Die Tragblätter sind 1,5 bis 2 Millimeter lang.
Die sitzenden, zwittrigen Blüten sind vierzählig. Die gelbe, behaarte Blütenhülle ist 5 bis 6 Millimeter lang. Die Blütenhüllblätter sind bis mindestens der Hälfte ihrer Länge röhrig verwachsen. Die adaxialen Perigonblätter (Tepalen) sind 5 bis 6 Millimeter, die abaxialen 4 bis 4,5 Millimeter lang. Es sind vier Staubblätter vorhanden, von denen nur drei fertil sind. Jede Blüte enthält nur ein oberständiges, behaartes Fruchtblatt. Der kahle Griffel ist mit der Narbenscheibe 3,8 bis 4 Millimeter lang, die Narbe selbst ist etwa 1,5 Millimeter lang und etwa 0,8 Millimeter breit.
Die Balgfrüchte sind 4 bis 5 Millimeter lang.

## Vorkommen
Synaphea brachyceras ist ein Endemit im australischen Bundesstaat Western Australia. Das Verbreitungsgebiet umfasst die Südwestlichen Botanischen Subregionen Avon Wheatbelt (AW) und Jarrah Forest (JF).
Synaphea brachyceras gedeiht in flacher und sanfter Hanglage in einem kleinen Gebiet von Wheatbelt zwischen Wagin und Williams. Dort wächst sie auf sandig-kiesigem Untergrund über Laterit.

## Taxonomie
Die Erstbeschreibung von Synaphea brachyceras erfolgte 2000 durch Ryonen Butcher in Nuytsia, Volume 13, S. 266–270, Abbildung 1.